# Институт ветеринарной медицины Южно-Уральского государственного аграрного университета
Институт ветеринарной медицины Южно-Уральского государственного аграрного университета (ИВМ ЮУрГАУ) — государственное образовательное учреждение высшего и послевузовского образования.

## История
Академия основана путём преобразования ветеринарного факультета, открытого по Постановлению Совнаркома РСФСР от 1 апреля 1929 года при Пермском государственном университете, в Уральский ветеринарный институт. 19 ноября 1929 года был утверждён Устав института, занятия начались 16 декабря 1929 года. В апреле 1930 года вуз был переведён в Троицк и размещён в ряде зданий, переданных ему Троицким окружным исполнительным комитетом, главным из них было здание драматического театра. В 1931 году проводилась одна научно-исследовательская работа, в 1932 году — 8, в 1933 году — 24.
В 1934 году был открыт зоотехнический факультет, институт получил название Троицкий ветеринарно-зоотехнический (Постановление Наркомзема СССР от 6.03.1934 года).
С 1939 по 1949 год институт временно прекратил выпуск зоотехников и до 1995 года именовался как Троицкий ветеринарный институт (приказ Наркомзема № 31 от 21.01.1940 года).
В 1941 году назывался Троицким ветеринарным институтом, являлся вузом Наркомзема СССР и имел почтовый адрес: город Троицк, Челябинской области, улица Просвещения.
В 1943 году была открыта заочная аспирантура.
В 1958 году начал работать заочный факультет.
В 2000 году присвоен статус академии.
В 2015 году к академии была присоединена Челябинская государственная агроинженерная академия и Институт агроэкологии (с.Миасское), в результате академия была переименована в Южно-Уральский государственный аграрный университет.

### Вуз возглавляли
- Е. Я. Глебов (1930–1931)
- Н. К. Шкаев (1931–1938)
- А. В. Рагозин (1939–1941)
- В. М. Коропов (1941–1944)
- К. Б. Жаггар (1944–1949)
- П. С. Лазарев (1949–1957)
- М. М. Сенькин (1957–1961; 1961–1965; 1969–1978)
- П. И. Павлов (1961–1962)
- В. Т. Лобанов (1965–1969)
- Ю. А. Поляков (1978–1984)
- В. Н. Лазаренко (1984–2011)
- В. Г. Литовченко (2011–2019)
- С. В. Черепухина (с 2019)

### Научная деятельность учёных академии в годы Великой Отечественной войны
- В. И. Карохин и О. Н. Третьякова в годы Великой Отечественной войны изобрели сухой метод лечения чесотки лошадей (в отличие от традиционного влажного, трудоемкого в условиях фронта), что имело оборонное значение;
- Х. С. Горегляд в то же время успешно провел работу по изысканию заменителей мыла и резиновой прокладки для консервирования мясопродуктов, тем самым разрешив проблему сохранения продукции Троицкого мясокомбината;
- Профессор В. Я. Александров за свои исследования был награждён Сталинской премией;
- Профессор А. В. Васильев разрабатывал методы лечения и профилактики инфекционного энцефаломиэлита (ИЭМ) лошадей, впервые использовав гематологический контроль за проявлениями заболевания;
- Доцент П. А. Кормщиков работал над вопросами обогащения природных кормов для сельскохозяйственных животных;
- Доцент К. Б. Жаггар разработал и предложил способ использования золы подсолнечной лузги, являющейся отходом Троицкого маслозавода, для получения нужного для промышленности сырого поташа.
- Доцент Н. И. Шарапов проводил экспериментальные исследования лекарственного воздействия растений.

## Инфраструктура
Академия расположена в пяти учебных корпусах. Имеются лаборатории, спортивный зал, компьютерные классы. Семь корпусов общежитий (на 2300 мест).

## Институт ветеринарной медицины
- Кафедра Инфекционных болезней и ветеринарно-санитарной экспертизы
- Кафедра Птицеводства
- Кафедра Кормления, гигиены животных, технологии производства и переработки сельскохозяйственной продукции
- Кафедра Педагогики и социально экономических дисциплин
- Кафедра Морфологии, физиологии и фармакологии
- Кафедра Незаразных болезней имени профессора Кабыша А.А.
- Кафедра Естественнонаучных дисциплин
- Кафедра Биологии, экологии, генетики и разведения животных

## Направления подготовки

### Бакалавриат
- 35.03.07 Технология производства и переработки сельскохозяйственной продукции

Технология производства, хранения и переработки продукции животноводства и растениеводства
Биотехнология производства и переработки сельскохозяйственной продукции
- 36.03.02 Зоотехния

Разведение и селекция с.-х. животных и птицы
Технология производства продуктов животноводства и птицеводства
Технология производства продуктов животноводства
- 06.03.01 Биология

Биоэкология
- 19.03.01 Биотехнология

Пищевая биотехнология
- 36.03.01 Ветеринарно-санитарная экспертиза

Производственный ветеринарно-санитарный контроль
Государственный ветеринарный надзор
- 05.03.06 Экология и природопользование

Экологический менеджмент и экобезопасность
Экология

### Специалитет
- 36.05.01 Ветеринария

Диагностика, лечение и профилактика болезней животных
Диагностика, лечение и профилактика болезней непродуктивных животных

### Магистратура
- 05.04.06 Экология и природопользование

Устойчивое развитие. Экологическая безопасность
- 36.04.01 Ветеринарно-санитарная экспертиза

Организация ветеринарно-санитарного контроля на объектах Россельхознадзора
Ветеринарно-санитарная экспертиза сырья и продуктов животного и растительного происхождения
- 36.04.02 Зоотехния

Интенсификация кормления сельскохозяйственных животных и производство кормов
Интенсивные технологии птицеводства
Разведение, селекция и генетика сельскохозяйственных животных
Интенсивные технологии животноводства

### Среднее профессиональное образование
- 19.02.08 Технология мяса и мясных продуктов
- 19.02.12 Технология продуктов питания животного происхождения
- 35.02.05 Агрономия
- 35.02.07 Механизация сельского хозяйства
- 35.02.08 Электрификация и автоматизация сельского хозяйства
- 35.02.08 Электротехнические системы в агропромышленном комплексе (АПК)
- 36.02.01 Ветеринария
- 36.02.02 Зоотехния
- 38.02.01 Экономика и бухгалтерский учёт (по отраслям)
- 38.02.05 Товароведение и экспертиза качества потребительских товаров

## Награды
- Золотая медаль европейское качество 2008 (100 лучших вузов России)
- Золотая медаль европейское качество 2009 (100 лучших вузов России)

## Мемориальная доска
10 марта 2011 года, в присутствии представителей администрации и Собрания депутатов города Троицка, Законодательного собрания Челябинской области, профессорско-преподавательского состава, студентов и сотрудников Уральской государственной академии ветеринарной медицины, состоялось открытие мемориальной доски памяти А. А. Кабыша.